# Pseudoschrankia leptoxantha
Pseudoschrankia leptoxantha är en fjärilsart som beskrevs av Edward Meyrick 1904. Pseudoschrankia leptoxantha ingår i släktet Pseudoschrankia och familjen nattflyn. Inga underarter finns listade.